# Sexto Cerco de Gibraltar
O Sexto Cerco de Gibraltar, ocorrido em 1411, foi a única ocasião em que o controle de Gibraltar foi contestado entre duas potências islâmicas. Após o quinto cerco fracassado de Gibraltar em 1349-50, que terminou com a morte do rei Afonso XI de Castela devido à peste bubônica, a Coroa de Castela esteve ocupada com a Guerra Civil Castelhana e suas consequências. Em 1369, o sultão nacérida Maomé V aproveitou as distrações dos castelhanos e no Cerco de Algeciras (1369) tomou a cidade de Algeciras, no lado oeste da baía de Gibraltar, que Afonso XI havia capturado em 1344. Depois de arrasá-la, fez as pazes com Henrique II, o vencedor da guerra civil. A trégua foi renovada pelos sucessores de Henrique, João I e Henrique III. Em algum ponto durante as tréguas, o controle de Gibraltar foi transferido do Império Merínida do Magrebe, que o detinha desde 1333, para os granadino. Não está claro por que isso aconteceu; pode ter sido uma condição para que os granadinos ajudassem os merínidas contra os rebeldes no Magrebe.
Em fevereiro de 1407, a trégua entre os reinos cristão e islâmico ruiu durante o reinado do infante João II como resultado de uma pequena escaramuça. Uma frota castelhana foi colocada ao mar e infligiu uma grande derrota aos mouros no estreito de Gibraltar. Os governantes de Granada e Magrebe se reuniram em Gibraltar e concordaram em abrir um processo por uma nova trégua, mas as relações entre os dois Estados islâmicos logo se romperam em meio a desentendimentos entre seus governantes. A guarnição de Gibraltar rebelou-se em 1410 contra o governante granadino, Iúçufe III, e declarou lealdade a Abuçaíde Otomão III do Magrebe. Abuçaíde Otomã  III enviou seu irmão, Abuçaíde, para assumir o comando de um exército de cerca de 1 000 cavaleiros e 2 000 infantes. Ocuparam vários castelos na área, bem como os portos de Estepona e Marbelha. Uma contraofensiva granadina em 1411 empurrou Abuçaíde para Gibraltar, onde se refugiou. O filho de Iúçufe III, Amade, sitiou Gibraltar e derrotou várias tentativas magrebinas de fuga. Por fim, um simpatizante granadino na guarnição ajudou os sitiantes a entrarem. Invadiram o Castelo Mourisco, forçando Abuçaíde a se render e restauraram o controle granadino. De volta ao Magrebe, Abuçaíde Otomão III reagiu escrevendo a Iúçufe III para pedir-lhe que executasse Abuçaíde por deslealdade. Em vez disso, o sultão granadino deu a Abuçaíde um exército e o enviou de volta ao Magrebe para lançar uma rebelião malsucedida contra o sultão reinante.